# حمام قدیمی معاون
حمام قدیمی معاون مربوط به دوره قاجار است و در صحنه، خیابان طالقانی واقع شده و این اثر در تاریخ ۲ آبان ۱۳۸۲ با شمارهٔ ثبت ۱۰۵۴۴ به‌عنوان یکی از آثار ملی ایران به ثبت رسیده است.